# 香港2007年12月

## 12月31日
（請按此參閱當天之報章頭條）
- 大除夕晚上，港九新界多處均有倒數活動，以慶祝2008年的來臨。 明報1、2
  - 大批市民聚集在維港兩岸欣賞午夜舉行幻彩詠香江除夕倒數，警方估計逾38萬市民到尖沙咀慶祝，有市民在下午已到達文化中心廣場等候，以取得最佳攝影位置。而銅鑼灣時代廣場則有慶祝北京奧運會為題的倒數晚會。
  - 至於在新界方面，康文署在沙田公園舉辦除夕倒數嘉年華；而天水圍運動場亦有舉辦倒數晚會，勞福局長張建宗亦有到場，他在活動前與當地居民會面，表示會儘早檢討跨區交通津貼，亦會在區內辦招聘會，以助居民就業。
- 兩家免費電視台的數碼頻道晚上啟播，特首曾蔭權及商務及經濟發展局長馬時亨主持啟播儀式。馬時亨表示，數碼技術可騰出頻譜以發展新的多媒體服務，政府會協助電視台加快建設網絡，讓更多市民透過數碼廣播欣賞北京奧運賽事。 香港政府新聞公報 （页面存档备份，存于）、維基新聞
- 為配合數碼廣播，電訊管理局將於1月15日起透過網站，讓市民查詢數碼廣播的覆蓋範圍。對於有調查指未來兩年會有近50萬部電視機會因數碼廣播而被棄置，政府將與電視台研究對策，並與民間團體訂立處理電子廢物的計劃。 明報
- 恆生指數在2007年最後一個交易日高開67點之後持續造好，收報27,812點，升442點。半天成交433億港元。總結2007年，恆指共升逾7,800點，升幅39%。其中港交所成全年升幅最大的藍籌股，但富士康則為全年升幅最大的藍籌股。 明報
- 一部小巴在元朗新田公路失控，尾隨的40呎貨櫃車收掣不及並將小巴壓住。由於櫃車橫擱在馬路上使交通受阻，被困重傷的小巴司機需由飛行服務隊送屯門醫院搶救，意外中共有15人受傷，需分送到屯門、北區和那打素醫院治理。 明報
- 昂坪360正式重開，全日有約7000人次乘搭。 維基新聞

## 12月30日
（請按此參閱當天之報章頭條）
- 地球之友訪問逾2000人，近兩成市民表示未來兩年會因數碼廣播而購買新電視，其中逾半受訪者的電視機使用的時間更不足六年。組織估計未來兩年將有46萬部舊電視機會淪為電子垃圾，促請政府應該儘快落實生產者責任制。 明報
- 民主黨香港立法會議員李柱銘繼續絕食，抗議全國人民代表大會通過2012年沒有雙普選。明報

## 12月29日
（請按此參閱當天之報章頭條）
- 人大常委會決定香港可先於2017年普選行政長官，其後再普選香港立法會。 明報
- 香港著名商人、《蘋果日報》專欄作家及已故鄧肇堅爵士長孫鄧永鏘，因為在英國推動慈善事業，以及維護英國在香港的利益，在英國2008年新年榮譽名單中獲授KBE勳銜，成為爵士。 倫敦憲報

## 12月28日
（請按此參閱當天之報章頭條）
- 受一股強烈冬季季候風影響，香港氣溫今晚開始逐漸下降，下周初氣溫更會跌至攝氏十度左右。天文台預計，星期六天氣較涼及乾燥，氣溫介乎15至19度，晚上北風開始增強，呼籲市民要特別照顧長者及長期病患者。 明報
- 社會民主連線成員羅就，到人民大會堂向全國人民代表大會表達爭取2012年雙普選的意見，但不成功。他最後到人大常委信訪部遞交信函。星島、明報即時新聞

## 12月27日
（請按此參閱當天之報章頭條）
- 人大常委會今早再次分組討論香港政改決定草案，出席的常委認為，草案體現循序漸進發展民主的原則，符合香港公眾的整體長遠利益。對於反對派發起罷工及罷課等行動，人大常委曾憲梓呼籲，他們應以香港市民的利益為重。 亞視新聞[永久]
- 人力資源管理學會較早前訪問了過百間企業，結果發現企業僱員流失率逾4.5%，當中以零售業的僱員流失情況最嚴重，流失率近10%。學會認為就業市場持續暢旺，僱主挽留人才有一定難度，除加薪外，也要考慮僱員其他需要。 學會新聞稿

## 12月26日
- 昂坪360纜車繼續安排試乘，全日接待了9,500名乘客，鑒於聖誕日有乘客須輪候四小時才能上車，纜車公司提早45分鐘開放纜車，並在各鐵路車站作出廣播。在昂坪市集內，景點和食肆均車水馬龍，有商舖表示生意較以往理想。 明報

## 12月25日
- 昂坪360纜車安排港鐵員工試乘，公司派出一萬張門票，以測試應付人流的能力。東涌纜車站一度有逾2,000人排隊。纜車公司需於下午截停人龍，並延長從昂坪開出吊車的時間，有末能上山的港鐵員工家屬表示失望。 明報

## 12月24日
（請按此參閱當天之報章頭條）
- 大批市民在平安夜晚上外出慶祝，警方估計有30萬人到尖沙咀慶祝。由於經濟轉好，不少市民均表示今年的聖誕氣氛較往年濃厚，商舖均表示營業額較去年同時增加。由於人多擠迫，警方須實施人流管制措施，以確保公眾安全。 明報
- 天主教香港教區主教陳日君樞機及聖公會大主教鄺保羅分別發表聖誕文告，鄺保羅表示香港的家庭問題日趨嚴重，令無數家庭陷入危機。冀家庭成員能互相扶持、彼此接納。而陳日君則祝願社會繼續悍衛健康的家庭價值觀。 明報
- 全國人大常委會討論政制發展報告，人大常委曾憲梓稱會議不會定出時間表，而列席的人大代表譚惠珠，贊成普選應先於行政長官選舉中進行，而黃宜弘則表示會議只決定是否於2012年的選舉辦法。 明報
- 美國及歐盟調查國泰航空在內的十多家航空公司，有否聯手操控燃油附加費、保安及安檢等貨運服務收費，歐盟委員會早前已向有關航空公司發異議聲明，國泰稱正研究聲明，調查不涉客運服務。 明報[]
- 港鐵再發現有闊閘機末退還轉乘優惠款項，該錯誤涉及96次車程，總金額共$76.3港元，港鐵表示電腦程式設計有差誤，已關閉九龍塘、美孚及尖沙咀轉線站共五部闊閘機檢查。 港鐵新聞稿
- 一名女子在港鐵牛頭角站墮軌死亡，事發於下午三時許，警方封閉現場調查，死者遺體擺放在車站內。受事件影響，往觀塘方向的列車一度受阻，至下午四時後復常。 明報
- 香港金融管理局數字顯示，上月新批住宅按揭貸款增加兩成至277億港元，主要是二手樓市交投活躍，新批貸款增加四成，抵消了一手新批貸款減少的影響。當中以低於最優惠利率減2.5%的比例最多，但微降至90.1%，而拖欠比率則降至0.11%的新低。 香港政府新聞公報 （页面存档备份，存于）
- 沙田大圍村於今日至12月28日舉行十年一屆的太平清醮。 維基新聞

## 12月23日
（請按此參閱當天之報章頭條）
- 長洲下午一度暫停供水兩小時，水務署指是一條連接往大嶼山的食水管爆裂，加上島內食水系統故障所致。在停水期間，市民紛到超級市場購買蒸餾水，有食肆表示停水令其於假日繁忙時段末能營業，不排除會向政府索償。 明報
- 人大常委會將於本周審議由行政長官曾蔭權提交的政制發展報告，人大代表譚惠珠稱會議對審議香港政制報告非常重視。而常委曾憲梓則認為政改步伐並非重點。人大常委會副秘書長喬曉陽將於12月29日到香港，解釋常委會的決定。 亞視新聞[永久]
- 民主黨成員黃成智批評，人大常委曾憲梓沒盡力向中央表達港人要求2012年雙普選的訴求，應該感到羞愧。 星島日報
- 多種公共交通工具在平安夜均會通宵或延長服務。其中港鐵除迪士尼綫外將通宵行駛，而三家專利巴士公司亦會延長多條路線的服務時間或提供凌晨服務。而山頂纜車及電車會分別延長服務至凌晨2時49分及凌晨2時。 運輸署公告

## 12月22日
（請按此參閱當天之報章頭條）
- 昂坪纜車一連7天邀請嘉賓試乘，是日運作大致正常。期間纜車一度暫停5分鐘以作技術性測試。纜車公司表示車廂外的抱索器，一旦感應有不正常情況時便會將纜車停止，職員會將纜車移後以作檢查，以確保行車安全。 明報
- 商務及經濟發展局長馬時亨與港鐵主席鐵果豐等人率先試乘。馬時亨不願揣測纜車重開後的客量，只表示市民會漸對纜車恢復信心。而馬時亨亦對技術性暫停不感擔心。纜車將在除夕正式重開，小童及長者將於首兩月獲免費優惠。 明報
- 亞洲遊戲展一連4天在灣仔會展舉行，全日有逾10萬人次入場參觀，排頭位的人在星期五晚上6時已到場等候。有入場人士稱表示會花約1,000港元，購買限量版畫冊及遊戲。遊戲展除售賣遊戲外，亦設角色扮演比賽及賽車展覽。 明報
- 而百多名獲聘的天水圍新市鎮居民，清晨從天水圍乘專車上班，在會場負責售票、維持秩序及清潔等工作，當中約70名青少年更會指導遊人玩電子遊戲機。他們每天工作10小時，4天的工作將令他們獲得約1300港元的薪金。 明報
- 不少市民因應是日冬至而買菜做冬，有街市肉檔檔販稱是年食物來貨價已多次增加，故不敢於節日期間再加價，其中瘦肉約售36元一斤，而每隻雞亦約以80港元出售。此外，有酒樓稱由於是年經濟暢旺，酒席已於一周前訂滿。 大公報、亞視新聞[永久]
- 香港警方認為需要賦予警員更大權力，即使司機未涉車禍亦可被要求進行酒精測試，在過去兩年聖誕節，檢控超速駕駛比率介乎6-9%，比平日的3.2%為高。警方將於節日期間到酒吧為市民作自願酒精測試，冀減少酒後駕駛的數字。 亞視新聞[永久]

## 12月21日
（請按此參閱當天之報章頭條）
- 中電及港燈宣佈由元旦起加電費，其中中電會把燃料附加費，由每度兩仙加至5.9仙，電費加幅逾4%，而港燈則會同時增加基本電費及燃料附加費，加幅達6%。兩電均指燃料價格及運費急升，故須加價以減輕經營壓力。 明報
- 多個行業均表示加電費會使營運成本增加，有燈飾店負責人表示會減少開動燈飾的時間，亦有酒樓表示會再加收點心及酒席的價格，而針對港島電費遠高於九龍及新界，他們均表示會檢討在港島區開設分店的數目。 大公報[永久]
- 市建局宣布動用31.4億港元發展旺角洗衣街重建項目，預計於2013年完成。新廈的商場將設體育用品零售店舖，及設一名人館以表揚中港的傑出運動員。市建局將容許住戶以市值購買新單位，而商戶亦可優先租用新廈內的舖位。 市建局新聞稿
- 海關指不法份子利用青少年販毒有增加趨勢，他們利用青少年每次將小量毒品纏在身上或放進鞋內以逃避耳目。年初至今共拘26名21歲以下涉案的青少年，毒品總值達89萬港元。海關將於節日期間加強執法以遏止跨境販毒活動。 香港政府新聞公報 （页面存档备份，存于）
- 八達通公司表示，鑑於年初發生易辦事增值未能成功的事件，經專家小組跟進後，認為即使投入大量資源及時間尋求解決方案，均無法保證同類事件不會發生，故宣布不再重開有關服務，客戶可改以現金增值或申請自動增值服務。 明報
- 鑑於流動雪糕車的存廢問題引起爭議，食物環境衞生署決定把交還牌照計劃延長一年。而十多名從業員與立會議員王國興，晚上在尖沙咀碼頭舉行集會。代表指雪糕車具本土特色及可促進就業，冀政府重發牌照，以保留行業及集體回憶。 明報
- 入境處推出網上申請特區護照服務，市民只須於「香港政府一站通」網站填寫個人資料，再上載白底證件相及身份證副本檔案便可。市民於完成申請程序後，約需十個工作天左右，便可取得護照。 網上申請護照頁面 （页面存档备份，存于）
- 政府即將落實興建沙田至中環綫鐵路，消息人士指政府將再批出上蓋物業發展以補貼建造成本，選址包括鑽石山、啟德及灣仔碼頭巴士總站，最快於2010年動工；另因港島區車站工程比較複雜，預計過海段會較遲落成。 大公報[永久]

## 12月20日
（請按此參閱當天之報章頭條）
- 全國人大常委會將於下周討論特首曾蔭權提交的政制發展報告，中聯辦表示，人大常委會將積極考慮不遲於2017年先落實普選行政長官的建議。負責人認為有關分析和判斷，己充份反映目前香港廣大市民和社會各界的意願。 明報
- 交諮會通過市區及新界的士起錶加價一元的建議，主席鄭若驊表示，的士營運成本較十年前加價時上升，但司機淨收入反而減少，故認為有需要加價。有的士團體歡迎交諮會的決定，但亦有團體表示，加價一元仍不足夠。 明報
- 政府將於翌日刊憲，交代「膠袋稅」的條例草案，預計最快於2009年實施。新例訂明大型連鎖店、超級市場和便利店每派發一個膠袋給顧客，商舖須代收五角的徵費。政府預計，計劃實施初期，庫房會進帳一億港元。 香港政府新聞公報 （页面存档备份，存于）
- 香港通脹率再創九年新高，11月的綜合消費物價指數按年上升3.4%，較10月多出0.2%。政府發言人表示，經濟持續擴張，食品價格及油價高企，美元疲弱及人民幣升值都會對物價構成壓力，而私人住宅租金上揚亦惹人關注。 香港政府新聞公報 （页面存档备份，存于）
- 高等法院一名陪審員因末履行職責，被判入獄21日。 明報

## 12月19日
（請按此參閱當天之報章頭條）
- 香港警方估計平安夜和除夕晚將有45萬人到尖沙咀及港島多處慶祝，警方將於傍晚起實施交通管制，並呼籲市民使用公共交通工具及切勿在公眾地方噴煙霧劑。另天水圍運動場及沙田公園將有除夕倒數活動，讓區內居民亦能感受節日氣氛。 香港政府新聞公報1 （页面存档备份，存于）、2 （页面存档备份，存于）、3 （页面存档备份，存于）、4 （页面存档备份，存于）、大公報
- 政府宣布動工興建南港島綫，並考慮於跑馬地馬場內設站，但馬會須承擔興建費用。馬會對此表示歡迎，並會審慎考慮整個方案。另政府會將黃竹坑及海洋公園站物業發展權交予港鐵，但立會議員劉江華稱這是過度補貼。 明報

## 12月18日
（請按此參閱當天之報章頭條）
- 昂坪360纜車將於除夕正式重開，並於12月22日起進行試搭，商務及經濟發展局長馬時亨、行會成員及立會議員均被邀請，期間將模擬多種延誤，以測試員工應變能力。馬時亨相信纜車重開後會獲市民及遊客支持。 香港政府新聞公報 （页面存档备份，存于）
- 而纜車重開初期成人車費將維持不變，但12歲以下小童及長者則可免費乘搭。每名搭客可獲最多40港元購物券，可在昂坪市集內消費。商戶亦冀重開後生意會轉好，他們正與昂坪360商討纜車重開後免租安排。 明報
- 行會通過興建南港島綫，列車從金鐘站開出後，直抵海洋公園站及黃竹坑站後前往利東站及海怡半島站，全程行車時間約10分鐘。新鐵路將於2011年動工，2015年通車，造價70億港元。另黃竹坑邨地皮則會交予港鐵公司作物業發展用途。 明報
- 行會通過下屆立會議員的薪酬將增15%至每月65,263港元，另每年可獲25,000港元的實報實銷醫療津貼，議員任滿後亦獲約47萬港元約滿酬金以作為退休福利。有立會議員指加薪後的薪酬仍不足他們所需，但可吸引更多人才參選。 明報
- 統計處公布最新失業率為3.6%。勞福局長張建宗對失業率錄得顯著跌幅表示歡迎，而勞工處於11月所推獲的私人機構職位空缺較去年同期大增。但當局不會因此鬆懈，並會全力協助就業有困難的人士投入勞動市場。 香港政府新聞公報 （页面存档备份，存于）
- 房委會轄下有68個公共屋邨，月底可接收數碼電視廣播。該會早前耗資2000多萬港元改善公共天線系統，並加裝數碼廣播專用的放大器，整項工程將於明年8月前完成，而其後落成的屋村將備有接收數碼廣播的公共天線系統。 香港政府新聞公報 （页面存档备份，存于）
- 入境處預計聖誕及元旦期間，將有約900萬人次出入境，較2006年同期增長9.1%，其中650萬人會經陸路管制站往返內地，增長7.5%。入境處已取消前線人員休假及抽調人手以作支援，亦會與深圳方面配合，確保過境人流暢順。  香港政府新聞公報 （页面存档备份，存于）

## 12月17日
（請按此參閱當天之報章頭條）
- 百佳超級市場售賣油魚，判罰4.5萬港元。明報

## 12月16日
（請按此參閱當天之報章頭條）
- 荃灣發生致命交通意外，造成兩死一傷。明報
  - 凌晨三時許，一輛私家車凌晨沿德士古道北行，於駛至品質工業大廈對開失控，撞向燈柱後斷成兩截，再衝前約20公尺才停下，20歲男司機及23歲男乘客當場證實死亡，而一名18歲女乘客則重傷留醫，情況嚴重。
  - 事發後，私家車車頭完全變形，零件及雜物散滿一地，路邊一段鐵欄亦被撞爛。警方經初步調查後，認為司機事前沒有喝酒，而現場並非交通黑點，但司機只考獲駕駛執照兩個月，估計他末及控制車輛而肇禍。
  - 肇事的私家車殘駭被送到葵盛汽車扣留中心，等候警方和運輸署檢驗調查。有機械工程學者指肇事車輛可能是把多個組件重新裝嵌，故撞擊力較小亦會斷開。有汽車維修業人士建議市民購車時應委託車房檢查車輛是否「積木車」。
  - 鑑於電單車實施P牌制度後交通意外大減，政府正研究將現行電單車新牌司機須在車身掛P牌的制度，擴大至私家車和輕型貨車的新牌司機。立法會交通事務委員會主席鄭家富對此表示認同，認為更可考慮限制P牌司機使用高速公路。
- 勞福局有意於明年推行先導計劃，協助低收入家庭的兒童及青少年。參加者在兩年內將會得到配對供款，由非政府機構協助下訂立個人發展及儲蓄計劃，估計有700名兒童受惠，政府預計在本月內落實其餘細節，明年初交立會考慮。 香港政府新聞公報1 （页面存档备份，存于）、2 （页面存档备份，存于）
- 政制及內地事務局長林瑞麟重申，政府無意拖延落實普選。他表示行政長官曾蔭權在競選第三屆特首時，已承諾在任期內妥善處理普選議題。否則便不會於連任後11天內發表政制發展綠皮書，並於12月中已經向中央提交報告。 香港政府新聞公報 （页面存档备份，存于）
- 葉劉淑儀表示，她在立會補選中落敗，估計是沒有積極告急所致，而自己極可能於明年立會選舉中在港島出選，並冀能與民建聯及自由黨合作。另葉劉淑儀稱政制發展報告內容正確，認為香港早日落實普選可有助改善管治。 大公報
- 衛生署副署長譚麗芬表示，米埔的禽流感雖屬個別個案，但署方己把發現雀鳥的地方關閉，進行更緊密的監察。而H5N1關注組發言人勞永樂表示，米埔和屯門有雀鳥感染H5N1禽流感，可能是候鳥遷徙或在其他地方感染病毒。 大公報[永久]
- 長春社於6月起為港九市區內共472棵樹木進行調查，發現共有85%的樹木出現腐爛或傾斜等問題。該社指如不加處理該等情況，樹木將來或有倒塌之虞。團體建議政府應灌輸正確保護樹木觀念，並在規劃時預留空間讓樹木生長。 長春社新聞稿 （页面存档备份，存于）
- 房委會在石硤尾邨重建工程中試行採用通用設計概念以方便傷健人士，設計包括加設引路徑、有特別指示的欄杆和防滑斜路，及設具發聲的凸字地圖。該會表示有關概念於2001年引入，預計於2008年末在160條村增設有關設施。 房委會新聞稿 （页面存档备份，存于）
- 香港是日發行兩宗火警。早上11時許，粉嶺花都廣場一單位起火，由於單位放滿雜物，消防員花近三小時才將火警救熄。另將軍澳安寧花園於下午四時亦發生火警，消防用約20分鐘後將火救熄，一男子疑吸入濃煙不適送院。 明報1、2

## 12月15日
（請按此參閱當天之報章頭條）
- 海關週五於蒲台島截查一艘漁船，在燃油缸內檢獲30,000公升走私食用油，並拘四名內地男子。海關指國際油價上升令走私紅油無利可圖。不法份子轉為在粵港水界購買食用油，再售予粵東一帶食肆，估計每公升油能賺取一港元利潤。 明報
- 將軍澳發生致命交通意外，造成2死17傷。 明報
  - 一輛新巴沿寶順路行駛至寶邑路交界時與一輛城巴相撞，城巴上層3名乘客被拋出路面，其中2人捲入車底，救援人員即場為他們包紮，分送聯合醫院及將軍澳醫院治理。
  - 事發後兩名司機均能通過進行酒精測試，警方其後拘捕新巴司機，控以「危險駕駛導致他人死亡」罪名，他獲准以10,000港元保釋外出。警方相信有司機末有遵守交通規則而肇禍，而肇事車輛則被拖往何文田汽車扣留中心扣查。
- 國泰航空一班從溫哥華返港的客機，在香港時間早上六時許起飛後發現襟翼故障，機師決定折返並放出大部份燃油，客機其後安全降落，機上289人全部安全。飛機經檢查後安排乘客原機返港，國泰將於4天內向民航處提交報告。 明報
- 香港政府舉行參觀油麻地警署活動，多名市民提出對油麻地警署的活化建議。 維基新聞

## 12月14日
（請按此參閱當天之報章頭條）
- 政府委任102名區議員，有人連續三屆獲委任，任期長達12年，被指有違同一公職任期不逾六年的原則。政府解釋地區人士需較長時間服務才取得居民支持，故須彈性處理。有學者認為此舉會令公眾質疑政府推動政制發展的決心。 明報
- 城規會討論將景賢里由住宅改為其他指定用途，長春社要求列明住宅發展及歷史建築物的用途，規劃署則指業權人有意將地皮與旁邊的官地交換以建宅而要求押後更改規劃申請，長春社擔心不先規劃土地用途會使景觀不協調。 大公報
- 香港股市走勢反覆，恒生指數早段好淡爭持，但市場中午擔心再有宏調措施出台使跌勢加劇；下午內地股市止跌回升令跌幅收窄。恆指收報27,563點，跌180點，成交逾1,100億港元。中資金融股及內房股被拋售，本地銀行股亦受壓。 明報

## 12月13日
（請按此參閱當天之報章頭條）
- 香港金融管理局總裁任志剛預期，由於部份銀行持有次按相關資產須作撥備，有關銀行的全年盈利將減少，甚至出現虧損。另任志剛表示已就港股直通車運作上的風險問題，向國務院呈交方案。倘內地滿意有關方案，港股直通車便可開通。 明報
- 投資者末能消除次按問題的憂慮，恒生指數早段升83點後掉頭向下，下午市場擔心中央再有調控措施及日股下跌拖累使跌勢加劇，恆指收報27,744點，跌776點，成交1,271億港元，航運股及石油股跌蝠顯著，中資金融股及內房股沽壓沉重。 明報
- 民眾安全服務隊表示，轄下的山嶺搜救中隊於是年首11個月共出動67次，較十年前多出近倍，由於部分攀山愛好者會自行到新的攀山地點，增加搜救困難。該隊已添置新器材協助搜救，但建議市民勿到不熟悉的地方攀山，以免樂極生悲。 亞視新聞[永久]
- 多個團體趁南京大屠殺70周年紀念日，到日本駐港總領事館抗議。團體不滿多名日本首相到靖國神社參拜，並批評日本竄改歷史教科書，促請東京當局正視歷史，並兌換日軍當年強迫市民使用的軍票，各團體在遞交請願信後散去。 大公報
- 廉價航空公司捷星航空疑違反殘疾歧視條例，拒絕坐輪椅的人上機。 明報

## 12月12日
（請按此參閱當天之報章頭條）
- 港府向全國人大常委會提交政制發展諮詢報告，建議把普選行政長官及普選立法會分開處理。 香港政府新聞公報 （页面存档备份，存于）、行政長官發言全文 （页面存档备份，存于）
  - 行政長官曾蔭權發表錄影講話，他表示已如實反映逾半市民支持2012年雙普選的意見，但認為不遲於2017年先落實普選行政長官，將有較大機會獲大多數人接納。同時社會對先普選特首，隨後普選立法會的方向已開始形成共識。
  - 然而，曾蔭權又指社會對立法會普選模式及如何處理功能界別議席仍意見紛紜，但確立普選時間表，將有助這些問題的最終解決。曾蔭權表明這是政制發展關鍵的一步，冀各界能攜手建立共識，令普選儘早實現。
  - 政務司長唐英年表示政制發展展開諮詢後，社會討論氣氛轉為務實和理性，報告是踏出啟動修改選舉方案的第一步。然而他未有回應如何修改特首及立法會的產生辦法，但表明將來在討論任何具體方案時，市民將必有機會參與討論。
  - 民建聯主席譚耀宗及自由黨主席田北俊均對報告表歡迎，認為報告內容客觀全面，如實反映了香港市民的普遍意見。冀報告送到人大常委後，讓人大常委作出考慮。而泛民立會議員對報告表失望，認為末能真正反映民意。
  - 全國政協常委何鴻燊認為，2017年普選太早，2020年後才考慮。明報
- 香港最老人瑞高師謙神父早上於大嶼山逝世，享年110歲。 明報

## 12月11日
（請按此參閱當天之報章頭條）
- 元朗朗屏邨發現棄嬰，凌晨四時半左右，有人在燕屏樓對開的停車場，發現一名男嬰倒在地上，警方到場後證實嬰兒已經死亡。男嬰身上有多處骨折，懷疑從高處被拋下致死。警方事後帶走一14歲女童助查，明天將驗屍確定死因。 明報
- 香港一名18歲少年因遭社會福利署索還書簿津貼，上吊割腕自殺死亡。 維基新聞

## 12月10日
（請按此參閱當天之報章頭條）
- 西北航運不滿澳門特區政府在未經公開招標的情況下就將來往澳門氹仔客運碼頭及香港的航線批給金光飛航而向澳門中級法院提起訴訟，導致金光飛航暫時停航。 明報
- 化妝品生產商真優美（港交所：3332）宣佈擱置上市的同時，其品牌的一種增白液被驗出含有致癌金屬鉻。 明報[]
- 香港四間主要電影院線百老匯、娛藝、嘉禾及洲立，將於12月14日至翌年1月1日陸續加價，每張票價加5至10港元。 明報
- 在各大政黨及基層團體的壓力下，滙豐銀行決定撤回櫃員機每次提款最小金額提升至300港元的措施。 明報
- 龔如心爭產案中，香港高等法院委任德勤‧關黃陳方會計師行為遺產管理人。 明報
- 逾百名長者在中環遊行，要求政府增加俗稱「生果金」的高齡津貼至1000港元，當中有人更將行政長官曾蔭權作為打小人的對象。 明報、維基新聞

## 12月9日
（請按此參閱當天之報章頭條）
- 有工會分析40家上市公司的業績，發現該等公司的盈利均有顯著增加，在考慮到經濟增長及通脹後，建議企業於2008年加薪7至8.1%，較僱主聯合會的建議加幅為高，自由黨主席田北俊認為部分工種的薪資可按有關建議考慮。 明報
- 青協訪問了約500名青少年，有42%受訪者認為聖誕節應與親密的異性度過，17%接受在節日發生一夜情，20%認為節日送禮愈貴重愈能表達愛意。青協提醒青少年避免在節日裡喝醉酒或受節日氣氛影響發生一夜情，並要建立正確價值觀。 明報
- 2007年歡樂滿東華慈善籌款晚會在星期六至凌晨假將軍澳電視廣播城舉行。多名歌影視紅星出席參與表演及演唱，全晚大會共籌得善款83,388,888港元，創歷屆之新高。其中在卡拉之星籌款項目中，藝人薛家燕籌得26萬港元，再度成為比賽冠軍。 明報
- 2007年香港國際賽事落幕，蓮華生輝及好爸爸在香港短途錦標大熱勝出，迪諾醫生奪香港瓶，威滿蹄則擊敗爆冷奪香港盃。 維基新聞

## 12月8日
（請按此參閱當天之報章頭條）
- 香港警察學院舉行結業會操，共有25名見習督察和203名學警畢業，其中警務處處長鄧竟成的23歲兒子鄧智兆，以最優秀成績畢業，成為見習督察。鄧竟成對兒子的優異成績感到很高興，亦寄語兒子要做好警察的工作。 明報

## 12月7日
（請按此參閱當天之報章頭條）
- 麵包店東海堂被揭發新界區其中3、4家分店的部份員工曾修改最佳食用日期，由原來的3天改為4天。亞洲電視、商業電台[永久]
- 康文署宣佈元朗廈村鄧氏宗祠將於2008年2月1日被列入香港歷史建築。香港政府新聞網 （页面存档备份，存于）、新城電台[永久]
- 港府正式批出Wi-Fi無線上網計劃的有關合約，全港約有350個政府場地將於18個月內，提供免費的Wi-Fi無線上網服務，供市民使用。香港政府新聞網
- 規劃署發表的報告書中提及香港人口分布的最新推算，預計香港人口在2016年會升至746萬，當中增幅最大的元朗區會增加11萬至65萬人。商業電台[永久]、香港政府資訊中心 （页面存档备份，存于）

## 12月6日
（請按此參閱當天之報章頭條）
- 全國政協副主席董建華獲中大頒授榮譽法學博士學位，有學生及團體到場示威。有團體指董建華末兌現在任時增加生果金的承諾，亦有學生不滿校長劉遵義的校政，劉遵義表示尊重各人的言論自由，但冀各方能互相尊重。星島、明報[]
- 有線電視一攝影師凌晨到尖沙咀採訪傷人案時，被事主友人用氧氣樽襲擊，他頭部受傷後倒地，救護員上前急救後情況穩定，警方落案起訴涉事者傷人罪，星期五在九龍城裁判法院提堂，他獲准以港幣1000元保釋。 明報
- 有線電視對攝影師受暴力襲擊表示不能接受，要求警方嚴肅處理。而香港新聞行政人員協會、香港新聞工作者聯會、香港攝影記者協會及香港記者協會均譴責以暴力干擾採訪自由。有立會議員表示記者是代表市民吸收資訊，毆打記者等同妨礙新聞自由。 明報、維基新聞
- 恆指受美股道指造好刺激，開市裂口高開423點，其後一度升越500點，突破29800點水平，收報29,558點，升213點，成交1,251億港元。本地銀行股跑嬴大市，恆生及東亞銀行創新高，但長實及新地等地產股則有回吐。 明報[]

## 12月5日
（請按此參閱當天之報章頭條）
- 陳方安生首次以議員身份出席立法會會議，她首次發言時表示關注弱勢社群，冀政府加強社區企業，但民政事務局長曾德成指她是忽然民生，陳方安生對此表示詫異，而民建聯主席譚耀宗則認為曾德成只是有感而發。明報
- 恆指是日走勢反複，大市高開63點後一度倒跌167點，但下午傳出英政府擬收購北岩銀行及內地股市造好，刺激恆指午後急升，收報29,345點，上升465點，成交1147億。大部份藍籌股造好，但滙控受次按問題困擾而下跌。明報[]

## 12月4日
（請按此參閱當天之報章頭條）
- 一批活豬買手不滿五豐行在供應不足時改以拍賣形式出售使價格飆升，發起罷買行動。買手指以拍賣形式出售易被大型機構壟斷，而零售市場也末能承受加幅。買手冀政府介入事件，政府表示會了解活豬供應減少原因。  明報[]
- 港股連升五個交易日，大市低開114點後掉頭向上，最多升362點，高見29,020點，收報28,879點，升221點，成交減至883億，是9月18日以來最低。地產股受減息憧憬而上升，本地銀行股及中資電訊股造好，但航運股普遍回吐。 明報[]

## 12月3日
（請按此參閱當天之報章頭條）
- 立法會港島區補選結束，陳方安生險勝葉劉淑儀當選。 大公報、明報、維基新聞
  - 陳方安生以175,874票當選立法會議員，她表示當選後首要任務是加強與中央和特區政府溝通，並如實反映。她將積極研究參選2008年立會選舉，但其夫陳棣榮不太贊成，冀陳方安生可多作陪伴。陳方安生將於星期三宣誓就職。
  - 而高票落敗的葉劉淑儀則取得137,550票，她表示對結果感失望但不感意外，認為在八週的時間內取得42%的支持已十分難得，並感自己已勝出。葉劉淑儀表示會繼續為市民服務，並會參與2008年的立會選舉。
  - 陳方安生雖當選，但兩大陣營的差距則拉近，有學者指泛民的政客及支持者在區選後均有空前的危機感，但現時難以估計明年立法會選舉的形勢。而時事評論員劉銳紹則認為，如北京當局認為陳太是挾民意而施壓，雙方將更難溝通。
  - 有部份市民及報章，不滿某報章於投票日刊印號外，以大篇幅指某候選人選情告急，認為此舉導致選舉不公，並應計入競選經費內。有學者稱該報利用選舉活動指引之灰色地帶，將影響傳媒的政治中立性。選管會表示會處理有關個案。
  - 其餘6名候選人依次序如下：蔣志偉3,518票、何來1,593票、凌尉雲822票、蕭思江613票、李永健401票、柳玉成344票。
- 市場續憧憬美國減息，恒生指數高開182點後升幅擴大，最多升476點，高見29,919點，但高位缺乏承接，收市升幅收窄至只有14點，收報28,658點，成交1,108億。地產股及中資金融股受到追捧，但中資電訊股則顯著回吐。 明報[]

## 12月2日
（請按此參閱當天之報章頭條）
- 立會港島補選是日舉行，全日有321,938人投票，累積投票率52.06%。 明報[]
  - 兩大陣營分別到港島不同地區拉票以爭取選民支持，其中陳方安生表示自己十分重視民生，但同時亦需要一個公義社會，而葉劉淑儀則形容自己心情興奮，但改調無論是推動民主或是改善民生，均須要有和諧社會才能推行。
  - 由於選情緊湊，兩大陣營在拉票過程中均聲稱自己選情告急，並派人駐守各票站及出動政黨高層及立法會議員拉票，以爭取選民支持。政制及內地事務局長林瑞麟表示，投票率反映市民積極關心政治和社區發展。
  - 兩大陣營在拉票期間出現多次衝突，其中葉劉淑儀在接受訪問時被對方以宣傳版遮蓋及有人向她叫囂，而陳方安生的一名助選團成員則報稱被對方助選團推倒。葉劉淑儀指對方有意製造事端，而陳方安生則呼籲助選團要冷靜。
  - 至於其他候選人，蔣志偉在港島四處拉票，他批評民調誤導公眾，令他未獲支持；而何來則以報紙宣傳保育政策；蕭思江則續以「飯碗舞」呼籲選民支持；柳玉成則以宣傳車及揚聲器播放其政綱，李永健及凌尉雲則在街上派傳單。
- 兩鐵合併後首日運作，展開香港鐵路運輸歷史的新一頁。 維基新聞
  - 九鐵尾班列車，於凌晨十二時半由羅湖站開往尖東站，不少市民帶備相機，到上水站月台等候上車並拍照留念，亦有休班九鐵員工專程坐這班車，緬懷在九鐵工作的日子。由於不少市民購買單程票留念，部份車站的售票機一度末能發售車票。
  - 九鐵行政總裁詹伯樂與50名九鐵職員，從火炭車廠乘特別列車到尖東站。港鐵行政總裁周松崗與穿上港鐵制服員工列隊迎接。周松崗冀員工能以同一團隊的精神為市民服務。而詹伯樂對九鐵運作終結感傷感，但冀港鐵會為市民提供更佳的服務。
  - 而港鐵開出的頭車，於清晨5時28分從尖東站開出，十多名市民專程乘搭。港鐵行政總裁周松崗主持列車啟航儀式，他更穿上港鐵新制服，模擬鐵道員在月台上揚旗發出訊號指示列車開出。乘客對能見證鐵路發展新里程，感興奮及榮幸。
  - 港鐵早上於南昌站舉行合併典禮，政務司司長唐英年在致辭時表示，兩鐵合併能推動經濟發展並提高鐵路服務的效率，是鐵路發展的重要里程碑。而港鐵主席錢果豐則表示，兩鐵合併將鞏固鐵路與市民的關係，公司將續建其他鐵路路線。

## 12月1日
（請按此參閱當天之報章頭條）
- 兩鐵將於翌日合併，但地鐵發現電腦系統末能識別舊款學生八達通，以致在轉車時會被多扣車資，估計約800名乘客受影響。地鐵相信，兩星期內可解決電腦程式的問題，又呼籲持有該款八達通盡快到客務中心更換。 明報
- 為配合兩鐵合併，地鐵額外派出200多名服務大使，在各站內派宣傳單張。而列車在晚上停駛後，過千名職員將拆除所有九鐵標誌，換上港鐵標誌。而九鐵亦將與香港鐵路博物館聯絡，商討將有紀念價值的標誌交由博物館收藏。 明報
- 大批市民到各九鐵車站，在九鐵標誌前留影作紀念。有鐵道發燒友冀市民不要只著眼於九鐵一些負面新聞上，也要懷念九鐵服務市民近百年。另客務中心的紀念品及印有九廣鐵路標誌的車票，均成市民爭相搶購的目標。 明報
- 有團體促請兩鐵合併後，提供劃一學生半價車費優惠。十多名學生及區議員手持橫額到政府總部請願，不滿兩鐵合併後末有將學生半價車費優惠擴展至九鐵路線。另有團體在南昌站靜坐抗議，要求港鐵保留巴士轉乘優惠。 明報[]

## 有用參考連結
- 網站：雅虎香港 | Google香港 | 香港政府新聞網 | 新浪網新聞
- 報章：明報 | 明報即時新聞網 | 成報 | 蘋果日報 | 星島日報 | 香港經濟日報 | 大公報 | 文匯報 | am730 | 南華早報 | 頭條日報 | 晴報 |
- 電台：商業電台 | 新城電台 | 香港電台 | 澳門電台
- 電視：有線新聞 | 無綫新聞 | 亞視新聞 | now新聞台| 澳門電視台
- 其他：英文維基新聞（香港） | 英文維基新聞（澳門） | 網政廿一 | 獨立媒體 | BBC中文網 | Oh My News 國際版本 | 亞洲時報 | 獨立新聞在線 | 全球之聲 | 香港人網